# 謝濟世
謝濟世（1689年—1755年），字石霖，廣西全州龍水鎮橋渡村人。清朝政治人物，曾任道員、御史。

## 生平
康熙二十八年（1689年）生。康熙四十七年，舉鄉試解元。康熙五十一年（1712年），中進士，選庶吉士，散館翰林院檢討。
雍正四年（1726年），官至浙江道監察御史，參劾河南巡撫田文鏡“營私負國，貪虐不法”，並“列舉十罪”，雍正帝敕将奏章掷还，而谢济世還坚持要上疏。雍正帝發現谢济世所劾与李绂所劾内容完全一致，認為謝濟世是受了李紱、蔡珽的指使，命令廣西提督、署巡撫事韓良輔調查。刑部尚书励杜讷问谁是指使者？他答以“孔孟”。是年被發往阿爾泰軍前效力，讲学著书不辍。
雍正七年（1729年）振武将军、顺承郡王锡保搜查谢濟世的居所，因为注疏《学庸》毀謗程朱获罪，且对时政“恣意谤讪”，雍正帝尤憤怒《注》中所云：“拒谏饰非必至拂人之性，骄泰甚矣”，是年十月入獄，狱中“欲自毙，绝粒五日”，但未死成，史稱“谢济世注大学案”。十一月二十七日，同陆生楠绑赴刑场，陆生楠先被斩首，此時刑官问谢济世：“汝见否？”濟世答道：“吾见矣！”锡保在刑場才宣读圣旨：“谢济世从宽免死，交与顺承王锡保，令当苦差效力赎罪。”留军前效力。
清高宗即位，召濟世回燕京，拜江南御史。乾隆三年（1738年），授湖南粮道道員。乾隆八年正月，向湖南巡抚许容当面揭发李澎、樊德贻等两知县劣迹。许容反向朝廷诬告。朝廷以户部侍郎阿里衮、孙嘉淦办理此案，补授湖南驿盐长宝道。乾隆九年（1744年）六月，蒋溥密奏其谬附舆论，最後以老病致仕。乾隆二十年（1755年）家居十二年卒。

## 著作
著有《梅庄杂著》，《大学注》，《经义评》，《西北域记》等。

## 延伸阅读
[在维基数据编辑]
 《清史稿·卷293》，出自趙爾巽《清史稿》